# لمهارزة (لهيالمة 1)
لمهارزة هو دُوَّار يقع بجماعة لمهارزة الساحل، إقليم الجديدة، جهة الدار البيضاء سطات في المملكة المغربية. ينتمي الدوّار لمشيخة لهيالمة 1 التي تضم 3 دواوير. يقدر عدد سكانه بـ 2673 نسمة حسب الإحصاء الرسمي للسكان والسكنى لسنة 2004.

## روابط خارجية
- البوابة الوطنية للجماعات الترابية نسخة محفوظة 12 مارس 2018 على موقع واي باك مشين.
- المندوبية السامية للتخطيط